# 啊拉赛
啊拉赛（V.S.K.Valasai），是印度泰米尔纳德邦Dindigul县的一个城镇。总人口17,865 （2011年）。

## 人口
该地2011年总人口17,865人，其中男性6355人，女性6429人；0—6岁人口1426人，其中男685人，女741人；识字率58.23%，其中男性为67.68%，女性为48.89%。